# 제휴 마케팅
제휴 마케팅(영어: affiliate marketing)은 웹 비즈니스(상품 판매/광고) 촉진 기법의 하나로서, 웹 사이트 발행자(affiliate, publisher)가 그의 노력에 의해 파트너의 웹 사이트에 새로 방문자, 회원, 고객, 매출을 발생시키면, 그 웹 사이트 발행자는 소정의 보상을 받는 식의 마케팅 기법을 말한다.
특히, 여러 다른 부류의 기업과 개인들이 모여 이러한 형태의 인터넷 마케팅을 펼치는 것을 말할 때 제휴 마케팅이라는 단어를 쓰기도 한다. 특히 제휴 네트워크, 다시 말해, 제휴 관리 회사와 사내 제휴 관리자, 전문화된 서드 파티 벤더와 다양한 부류의 제휴사/공급사들이 모여 그들 자신의 제품과 서비스가 아니라 파트너의 제품과 서비스를 판촉하는 일을 가리켜 제휴 마케팅이라 한다.
제휴 마케팅은 다른 부류의 인터넷 마케팅 기법들과 개념적으로 여로 모로 겹치는 부분이 있기는 하다. 판매사 그들이 스스로 했을 법한 인터넷 마케팅 기법 들을 동원하여 제휴 마케팅을 수행하기 때문이다. 유기적인 검색 엔진 최적화라든지, 보수를 받는 검색 엔진 마케팅이나, 전자 우편 마케팅이라든지, 디스플레이 광고 등등을 예로 들 수 있다.
제휴 마케팅 - 한 웹사이트를 이용하여 다른 웹사이트로의 인터넷 트래픽을 유발시키는 - 은 온라인 마케팅의 한 아류라고 할 수 있다. 제휴 마케팅은 꽤 오랜 역사를 가짐에도 불구하고, 검색 엔진, 전자 우편, RSS가 온라인 광고주들의 주목을 끌고 있는 가운데, 제휴 마케팅은 매우 낮은 수준을 보이고 있다. 하지만 제휴 마케팅은 전자 소매상들의 마케팅 전략에 있어서 아직 중추적인 역할을 하고 있기는 하다.

## 보상 기법

### 주요 보상 기법
제휴 마케팅 프로그램의 80%는 매출 분배(revenue share), 즉 매출 당 지불(Cost per sale)을 주요 보상 기법으로 삼고 있다. 나머지 중 19%는 행위 당 지불(Cost Per Action) 기법을 쓰고 있다.
온라인 쇼핑몰인 쿠팡은 2018년 7월부터 온라인 공간에 자사 쇼핑몰 광고 배너를 걸어 클릭을 통해 매출이 발생하게 되면 3%의 커미션을 주는 시스템인 '쿠팡파트너스'를 운영하고 있다. 이 역시 매출이 발생했을 때 광고자에게 가격을 지불하는 CPS의 일종으로 볼 수 있다.

### 사라진 보상 기법
전통적인 제휴 마케팅에서의 클릭 당 지불 기법이나 노출 당 지불(Cost per Mille, CPM) 기법은 오늘날 제휴 마케팅 보상 기법 중 1% 미만을 차지하며, 이것은 무시할 만한 비율이다.
CPM은 웹 사이트 발행자가 그의 웹사이트에 광고를 올려 놓고, 방문자들에게 그 광고를 보여주기만 하면 수수료를 받게 되는 방법이다.
클릭 당 지불(CPC)은 초창기 제휴 마케팅의 기법으로서 흔히 사용되었으나 (오늘날 검색 엔진들이 직면하고 있는 문제이기도 한) 부정 클릭과 같은 이슈 때문에 점차 사라져 갔다. 구글 애드센스와 비슷한 류의 콘텍스트 기반 광고는 위 통계에서 CPC로 분류되지 않았다. 콘텍스트 기반 광고가 제휴 마케팅 분류에 속하는지 안 속하는지는 아직 결론이 안 난 상태이다.

## 참여 가능한 주요 제휴 플랫폼

### 글로벌 시장
세계 제휴마케팅 시장 중 가장 큰 비중을 차지하는 것은 아마존 제휴마케팅 (월 평균 3000만명 방문)이 가장 크고, Awin (2900만명), 클릭 뱅크 (2,700만명), Cj (1800만명), 이베이(5천명) 순이다.
대부분 간단한 구글이나 간단한 가입을 통해 활동이 가능하고, 현존 하는 거의 모든 제품과 서비스를 제휴시켜, 웹사이트 및 블로그, 소셜미디어에서도 활용할 수 있다.

## 역사

### 간략한 역사
사람들로 하여금 어떤 것을 참조하게 하고 그 유도 행위에 대한 대가로 수수료를 보상 받는다는, 매출 분배의 개념은 제휴 마케팅과 인터넷이 나오기 전에도 있었던 개념이다. 전자 상거래 분야에 있어서 매출 분배 기법이 등장한 것은, 월드 와이드 웹이 등장하고 나서 거의 4년 뒤인, 1994년 11월 시디나우(CDNow)가 바이웹(BuyWeb) 프로그램을 시작한 때로 역사가 거슬러 올라간다.
바이웹 프로그램에서 시디나우(CDNow)는 인터넷 제휴 마케팅 개념을 도입하였다. 시디나우(CDNow)와는 별개의 온라인 상점을 통해 클릭-쓰루(click-through) 구매를 할 수 있게 해 주는 식이었다.
당시, 시디나우(CDNow)는 어떤 이가 음반을 리뷰하거나 목록을 보여주는 음악 관련 웹 사이트를 제공하면, 그 웹 사이트의 방문자는 링크를 클릭하여 CDNow에서 직접 그 음반을 산다는 식의 아이디어를 갖고 있었다. 이 "원격 구매" 아이디어는 1994년 시디나우와 게펜 레코드(Geffen Records)라는 음반사와의 대화에서 생겨났다.
아마존은 1996년 7월 제휴 프로그램을 시작하였다. 아마존과의 제휴자가 각각의 서적에 대한 배너나 텍스트 링크를 올려 두거나 아마존 홈 페이지로 직접 연결되는 링크를 올려 두는 방법이었다.

### "제휴 마케팅"이라는 용어에 대하여
업계 내에서 "제휴 마케팅"이라는 용어를 바꿔야 한다는 목소리가 높아지고 있다. "제휴 마케팅"이라는 이름이 종종 네트워크-마케팅이나 다단계 마케팅(multi-level marketing)이라는 이름과 혼동을 주기 때문이다. "퍼포먼스 마케팅"이라는 이름이 대안으로 제시되었고, 다른 이름을 제시하는 이도 있었다. 하지만 용어의 변경은 전체 업계 내에 받아들여져야 용납된다. 예를 들어 검색 엔진 최적화(search engine optimization)이라는 용어를 변경하고자 하는 노력이 있었으나, 아직도 검색 엔진 최적화라는 용어는 그대로 쓰이고 있다.

## 제휴 마케팅과 웹 2.0
블로그와 가상 커뮤니티 유행, 그리고 웹 2.0의 등장은 이제 제휴 마케팅 분야에도 영향을 주기 시작하였다. 소매상/광고주들이 더욱 제휴자에게 가까이 다가가 의사소통을 할 수 있는 길이 생겨나고 있다.
부도덕한 제휴자들이 돈을 벌어들이는 것을 어렵게 할 수 있는 새로운 기술이 개발되고 있다.

## 같이 보기
- 제휴 네트워크

## 참고자료
- 광의적인 면에서: 인터넷 마케팅, 온라인 마케팅 / 온라인 광고
- 광고 기법:  웹 배너, 광고 필터링, 광고 제공, 중앙 광고 서버, 팝-업 광고, 콘텍스트 기반 광고